# Anthurium palmarense
Anthurium palmarense är en kallaväxtart som beskrevs av Thomas Bernard Croat. Anthurium palmarense ingår i släktet Anthurium och familjen kallaväxter. Inga underarter finns listade.